# کام۲یواس
کام۲یواس (انگلیسی: Com2uS) شرکت بازی ویدئویی کره‌ای است، که در سال ۱۹۹۸ تأسیس شد.